# John Hobart (2e baronnet)
Pour les articles homonymes, voir John Hobart.
John Hobart, 2e baronnet (19 avril 1593 – 20 avril 1647) est un homme politique et un baronnet anglais.

## Biographie
Né à Norwich, il est le fils aîné d'Henry Hobart (1er baronnet) et de son épouse Dorothy Bell, fille de Robert Bell. Son plus jeune frère est Miles Hobart. Il est fait chevalier à Whitehall lors de l'avènement du roi Jacques Ier d'Angleterre en 1603, à l'âge de dix ans seulement, et succède à son père comme baronnet en 1625.

## Carrière
Il est député de Cambridge en 1621, de Lostwithiel de 1624 à 1625 et de Brackley en 1626. Il est réélu ensuite au Long Parlement pour le Norfolk en 1645, siège qu'il occupe jusqu'à sa mort en 1647.
Il est juge de paix pour le Middlesex de 1624 à 1629 et pour le Norfolk de 1625 à sa mort. Il est haut-shérif de Norfolk de 1632 à 1633.
Il achève la construction de Blickling Hall, une grande maison de campagne jacobéenne.

## Famille
Il épouse d'abord Philippa Sydney, fille de Robert Sidney (1er comte de Leicester), et a avec elle une fille. Philippa est décédée en 1620 et Hobart épouse en secondes noces Frances Egerton, fille aînée de John Egerton (1er comte de Bridgewater) en février 1621, et a avec elle neuf enfants, dont une fille survivante. Il est décédé à Norwich, à l'âge de 54 ans, après une longue maladie. Il est enterré neuf jours plus tard à Blickling, dans le comté de Norfolk. Il est remplacé comme baronnet par son neveu John.